# Infrarealismo
L’infrarealismo è un movimento poetico d'avanguardia, che ha i suoi prodromi dalla mano del cileno Roberto Matta, quando André Breton lo espelle dal surrealismo. 
Aveva come consegna "far saltare in aria il cervello alla cultura ufficiale". Fu fondato dopo l'abbandono del laboratorio di poesia di Juan Bañuelos alla UNAM.
L'infrarealismo assume forma di movimento dal 1974 in Messico, con un gruppo di poeti messicani, come Mario Santiago Papasquiaro, e cileni, come Roberto Bolaño . Tra gli scrittori più importanti troviamo anche Darío Galicia. Si è soliti collegare erroneamente a questo movimento anche il filosofo Horst Matthai Quelle.
La sua fase iniziale, la più importante, durò fino alla fine degli anni '70, sebbene il movimento sia stato perpetrato anche posteriormente da diversi autori.